# جی‌آرام‌ال
جی‌آرام‌ال (به انگلیسی: Grml) یک سیستم‌عامل کامپیوتر بر پایه دبیان و ناپیکس است که به عنوان دیواره آتش در شبکه‌های محلی استفاده می‌شود. این سیستم‌عامل آزاد ومتن‌باز تحت اجازه‌نامه جی‌پی‌ال و اجازه‌نامه‌های آزاد دیگر است. جی‌آرام‌ال به‌طور زنده یا از روی فلش درایو بوت می‌شود. هدف ایجاد این توزیع انجام اعمالی مانند تغییر پسورد ریکاوری فایل و تعمیر سیستم است.